# Phong cách Trung Quốc

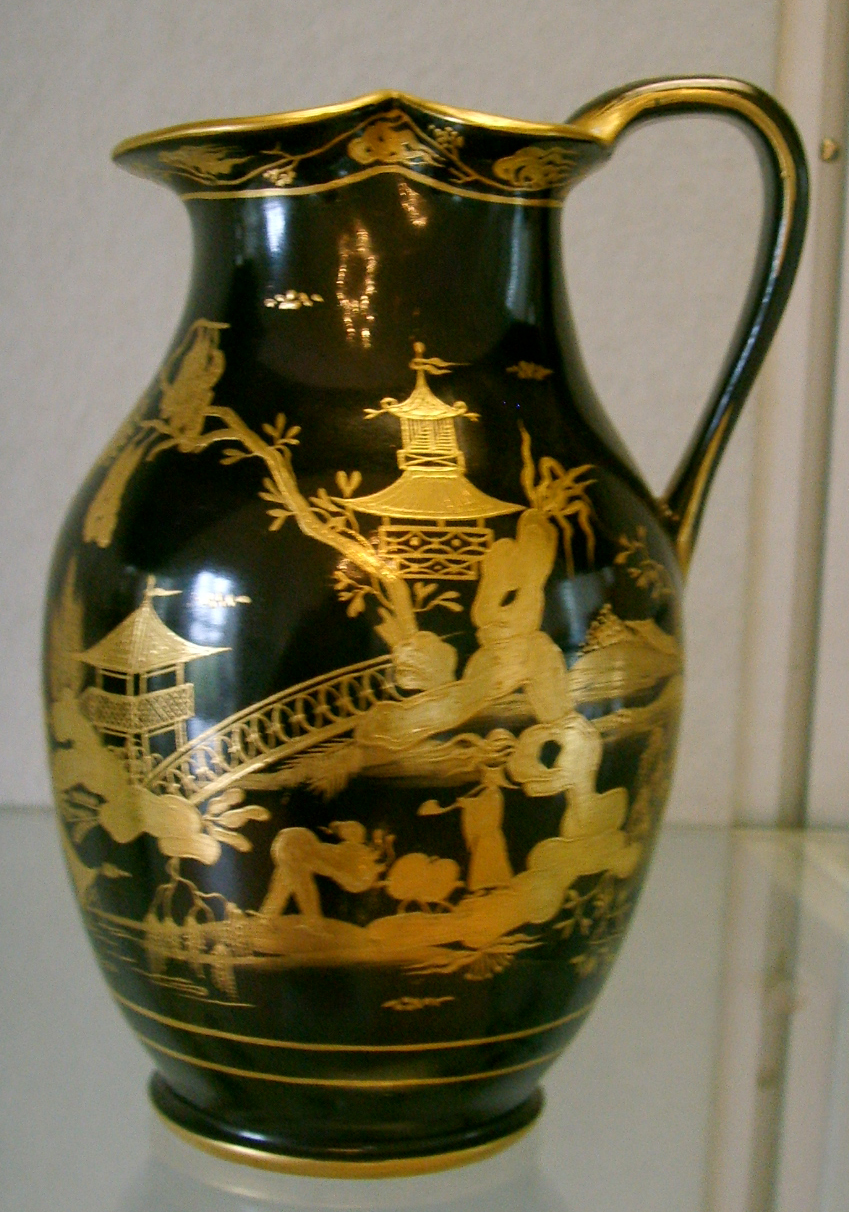
Một chiếc bình sứ Viên năm 1799, được trang trí theo mẫu một sản vật Trung Quốc quý hiếm khác, ở đây là sơn mài

Phong cách Trung Quốc hay Trung Quốc phong (tiếng Pháp: Chinoiserie, bắt nguồn từ chữ chinois có nghĩa là "thuộc về Trung Quốc") là cách hiểu hay sự bắt chước, mô phỏng lại của châu Âu về những truyền thống nghệ thuật của Trung Quốc và Đông Á, đặc biệt là trong các lĩnh vực như nghệ thuật trang trí, thiết kế vườn, kiến trúc, văn học, sân khấu kịch và âm nhạc. Nền mỹ thuật theo phong cách Trung Quốc được thể hiện bằng nhiều cách khác nhau phụ thuộc vào từng vùng miền. Điều này được xác nhận là xuất phát từ trào lưu phong cách phương Đông, tức xu hướng nghiên cứu các nền văn hóa Viễn Đông trên quan điểm về lịch sử, ngữ văn, nhân chủng học, triết học và tôn giáo. Xuất hiện lần đầu vào thế kỷ XVII, xu hướng này đã được phổ biến hóa trong thế kỷ XVIII do sự gia tăng buôn bán với Trung Quốc và Đông Á.